# マーチ・82C
マーチ・82C（March 82C）は、イギリスのマーチ・エンジニアリングが1982年のインディカー（CART）用に開発・設計・製造されたオープンホイールレースカーである。ボビー・レイホール、トム・スニーバ、ヘクトール・レバークの活躍により、11戦中5勝を挙げ、その年のコンストラクターズタイトルを獲得した。フォード・コスワース DFXV8ターボエンジンに、ビュイック・インディV6エンジンを搭載していた。